# صالح جربو
صالح محمد جربو جاموس، الذي يشار إليه عادة باسم صالح جربو، كان رئيس أركان جيش تحرير السودان - الوحدة. وقد اتهمته المحكمة الجنائية الدولية بالمحاكمة مع عبد الله باندا لثلاث جرائم حرب يُزعم أنها ارتكبت خلال غارات هاسكانيتا ضد قوات حفظ السلام التابعة للاتحاد الأفريقي في سياق نزاع دارفور في السودان. تم إسقاط القضية المرفوعة ضده دون تحيز بعد وفاته الظاهرة في 19 أبريل 2013.

## الولادة والعرق
وفقًا لمعلومات من المحكمة الجنائية الدولية، ولد صالح جربو في 1 يناير 1977 في شقاج كارو، شمال دارفور. وهو من قبيلة الزغاوة.

## غارات هاسكانيتا
في مساء يوم 29 سبتمبر / أيلول 2007 ، زُعم أن جماعات بقيادة باندا وجربو هاجمت جنود بعثة الاتحاد الأفريقي في السودان (AMIS) في موقع مجموعة هاسكانيتا العسكرية في أم كدادة في شمال دارفور. وقُتل ما مجموعه 12 من حفظة السلام التابعين لبعثة الاتحاد الأفريقي في السودان.

## إجراءات المحكمة الجنائية الدولية
بعد إحالة الوضع في دارفور إلى المحكمة الجنائية الدولية من قبل مجلس الأمن التابع للأمم المتحدة من خلال قراره رقم 1593 في 31 مارس 2005، أصبح نزاع دارفور تحت اختصاص المحكمة الجنائية الدولية. فتح المدعي العام للمحكمة تحقيقا في 6 حزيران/ يونيه 2005.
في 27 أغسطس 2009، صدرت أوامر استدعاء ضد باندا وجربو تحت الختم. وقد تم الكشف عنهما في 15 يونيو 2010، مباشرة قبل المثول الأولي الطوعي للمشتبه فيهما أمام المحكمة. ووجهت إليهم ثلاث تهم بارتكاب جرائم حرب: العنف في الحياة والنهب ومهاجمة قوات حفظ السلام.
بعد تأكيد جلسة الاستماع في 8 ديسمبر 2010، تم تأكيد التهم والتزم المشتبه بهم بالمحاكمة في 7 مارس 2011.

## تقرير الوفاة
في 22 أبريل 2013، أفاد راديو دبنقا أن جربو قُتل في معركة في 19 أبريل. تضمنت المعركة قتالاً بين حركة العدل والمساواة وحركة العدل والمساواة - بشار (حركة العدل والمساواة - بشار)، المجموعة المنشقة التي شغل فيها جربو منصب نائب القائد العام. وأكد متحدث باسم حركة العدل والمساواة - بشار وفاة ، لكن واحداً من حركة العدل والمساواة رفض القيام بذلك. أسقطت المحكمة الجنائية الدولية التهم المنسوبة إليه نتيجة لوفاته الواضحة، دون تحيز، حتى تُعاد فتح القضية المرفوعة ضده إذا وُجد أنه لا يزال على قيد الحياة.